# Тель-Авивский музей изобразительных искусств

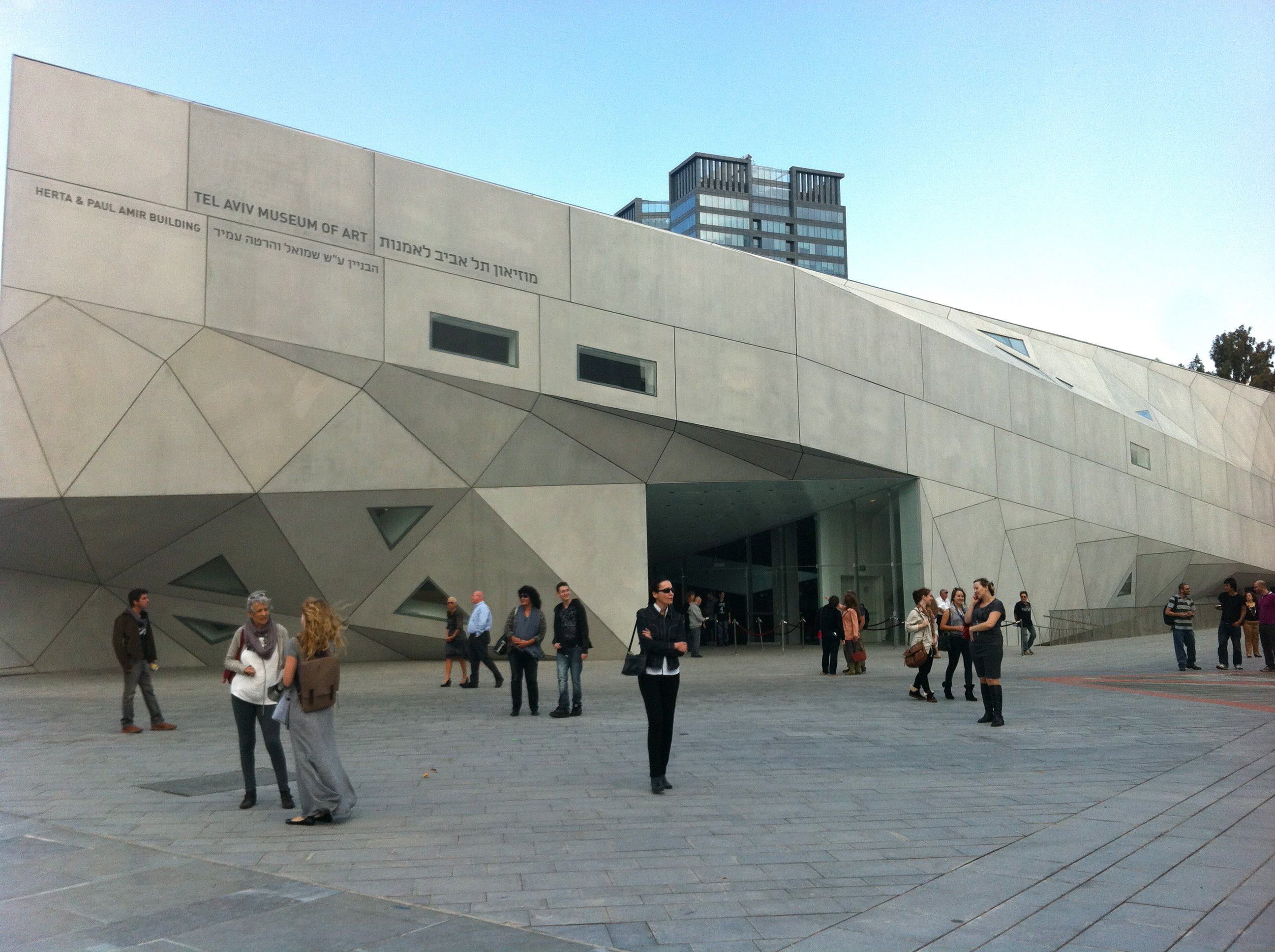
Павильон Герты и Пауля Амир

Тель-Авивский музей изобразительных искусств (англ. Tel Aviv Museum of Art; ивр. מוזיאון תל אביב לאמנות‎) был основан в 1932 году. Он считается одним из самых крупных и значимых художественных музеев Израиля. В составе экспозиции музея отделы: искусства Израиля, современного искусства, фотографии, рисунка, графики, дизайна, архитектуры и отдел искусства XVI — XIX веков. В дополнение к основной экспозиции музей располагает садом скульптуры и молодёжной секцией.
В первые годы своего существования музей функционировал в «Доме Дизенгофа», где в 1948 году была принята Декларация независимости Израиля.

## История
Тель-Авивский музей искусств был открыт в 1932 году в доме первого мэра Тель-Авива Меира Дизенгофа на бульваре Ротшильда. Дизенгоф утвердил состав Консультативного совета, в который вошли: Реувен Рубин, Арье Алуэйл, Батья Лишански и Хаим Гликсберг.
Значение нового музея для города было охарактеризовано Дизенгофом в его речи :
(...)Поскольку Тель-Авив является городом с возможностями большого еврейского района, с тенденцией стать центром современного еврейства в стране и диаспоре, мы почувствовали необходимость совершенствования его красоты и тех искусств, которые к нему относятся. Нам понятно, что невозможно строить дома, прокладывать улицы и совершенствовать город, не думая об эстетике и гармонии, не прививая населению эстетический  вкус. Поэтому и основан Тель-Авивский музей искусств.
Музей, где были представлены работы израильских и зарубежных художников, стал культурным центром активного молодого города. 14 мая 1948 года в его здании было декларировано создание государства Израиль.
Успех Тель-Авивского музея в Доме Дизенгофа и расширение его коллекции определили необходимость создания больших выставочных павильонов. В 1959 году на Шдерот Тарсат был открыт павильон Елены Рубинштейн. Когда в 1971 году открылось главное здание музея на бульваре Шауль Ха-Мелех, экспозиция музея была развёрнута в обоих зданиях.
В 1938 году в главном здании музея была создана тематическая библиотека, которая насчитывает около 50.000 книг, 140 периодических изданий и 7000 фотографий, относящихся к различным областям искусства. Поблизости находится сад скульптур. Недавно территория экспозиции была расширена за счёт галерей новой секции, построенной в западной части музея.
Расширение музея привело к увеличению уровня и масштабов его выставок и всеобъемлющей культурной деятельности, включая участие музея в организации концертов классической музыки и джаза, демонстрации кинофильмов, проведении лекций, детских спектаклей и многого другого.

## Музейный комплекс
Музейный комплекс состоит из нескольких зданий: основного здания, которое включает новое крыло на бульваре Шауль Ха-Мелех; павильона Елены Рубинштейн, прилегающего к театру Габима, и образовательного центра на улице Дизенгоф.

### Главное здание
В 1971 году директор музея, доктор Хаим Гамзу, завершил создание главного здания музея на бульваре Шауль Ха-Мелех, рядом с библиотекой Бейт-Ариэла и окружным судом Тель-Авива. Главное здание музея построено по проекту архитектора Дана Эйтана и Ицхака Яшара. За этот проект они были удостоены премии Рихтера.

### Новая секция

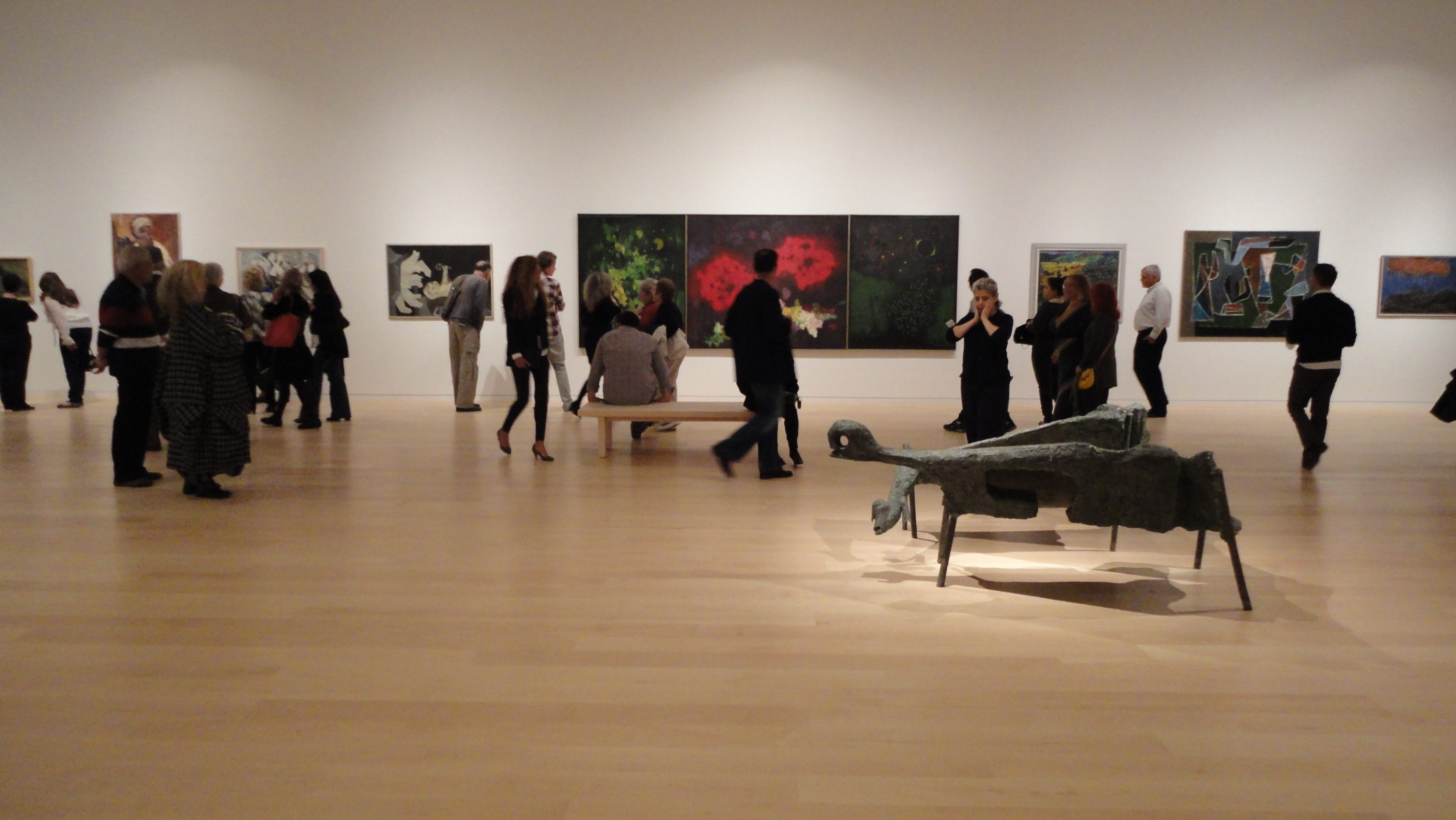
На торжественном открытии новой секции музея 1 ноября 2011 года

В 2002 году был объявлен конкурс на проектирование нового западного крыла музея, прилегающего к Саду скульптур, которое должно было выполнять также и функцию нового входного павильона. В конкурсе выиграл проект Престона Скотта Коэна.
Стоимость строительства нового крыла в соответствии с этим проектом составила 45 миллионов долларов США. Для этой цели были привлечены многие дотации, наиболее значительная из которых была сделана Сэмми Офером и его женой и составила 20 миллионов шекелей. Офер вложил свои средства в создание музея от своего имени и от имени его жены. Однако, вследствие многочисленных протестов общественной оппозиции, требовавшей изменить название музея, Офер отменил дотацию, и сбор средств был продолжен.
В феврале 2007 года сообщалось, что для строительства нового крыла спонсоры, супруги Пол и Герта Амир, выделили 10 млн долларов США.
В октябре 2011 года было готово новое крыло со световым каскадом, устроенным в центральной части, в окружении десяти выставочных павильонов, каждый из которых был посвящён отдельной теме Здание было открыто для широкой публики 2 ноября 2011 года.
Стоимость проекта составила около 225 млн долл. США. Основная часть — (140 млн дол.) финансировалась спонсорами, остальная сумма — (85 млн дол.), была выделена муниципалитетом Тель-Авива.
Пятиэтажное здание музея гармонично вписывается в архитектуру квартала, построенного из серого бетона. Центральный внутренний павильон музея освещён естественным светом, проникающим через прозрачный потолок и струящимся по белым стенам, словно водопад, ниспадающий в глубь музея. Искусственный свет в тёмное время суток создает похожий эффект. Посетители, движущиеся в этом световом потоке, и сам поток света, как стержень композиции, связаны единым пространством.
На 2013 год запланировано открытие нового здания, в котором будет размещён архитектурный архив, музей фотографии и изобразительного искусства.

### Филиалы музея
Павильон Елены Рубинштейн, который был открыт в 1959 году рядом с театром Габима, в настоящее время является филиалом музея и посвящён современному искусству. Куратор филиала, г-жа Эллен Гинтон, жена художника Давида Гинтона, действует в интересах многих молодых современных израильских художников, помогая им в организации выставок.

### Центр образования «Мейергоф»
Центр образования в области искусства «Мейергоф» расположен на улице Дубнов. Центр организует проведение семинаров по искусству для детей, подростков, учителей и взрослых. В центре имеются дидактические выставки и организуются экскурсии для школьников.

## Коллекция
В состав музея входят собрания классического и современного искусства, отделение израильского искусства, парк скульптур и отделение творчества молодёжи.
В экспозиции представлены важнейшие направления искусства 1-й половины XX столетия: фовизм, немецкий экспрессионизм, русский конструктивизм, кубизм, футуризм, De Stijl, сюрреализм, французские импрессионизм и постимпрессионизм. Из представленных художников следует отметить К. Моне, К. Писсарро, П.-О. Ренуара, П. Сезанна, А. Сислея, А. Э. Кросса, П. Боннара, А. Матисса, А. Модильяни, Г. Климта, В. Кандинского, М. Шагала, Х. Сутина, Х. Миро. Также можно увидеть произведения П. Пикассо из различных периодов его творчества.
В 1950 году музею были переданы 36 полотен из собрания Пегги Гуггенхайм, в том числе работы Дж. Поллока, У. Базиотиса, Р. Пузетт-Дарта, И. Танги, Р. Матты и А. Массона.

### Галерея

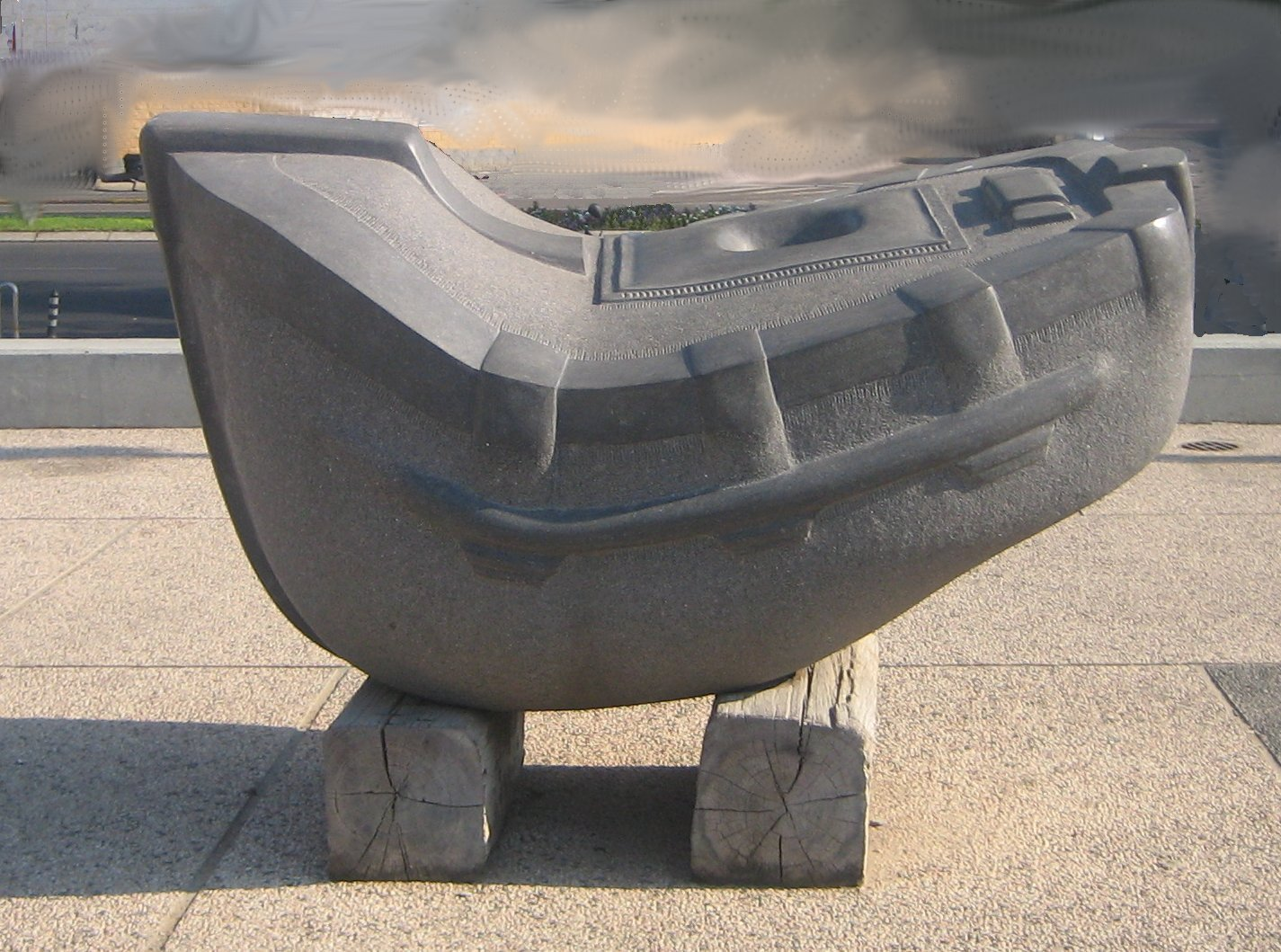
«Лодка». Галилейский базальт
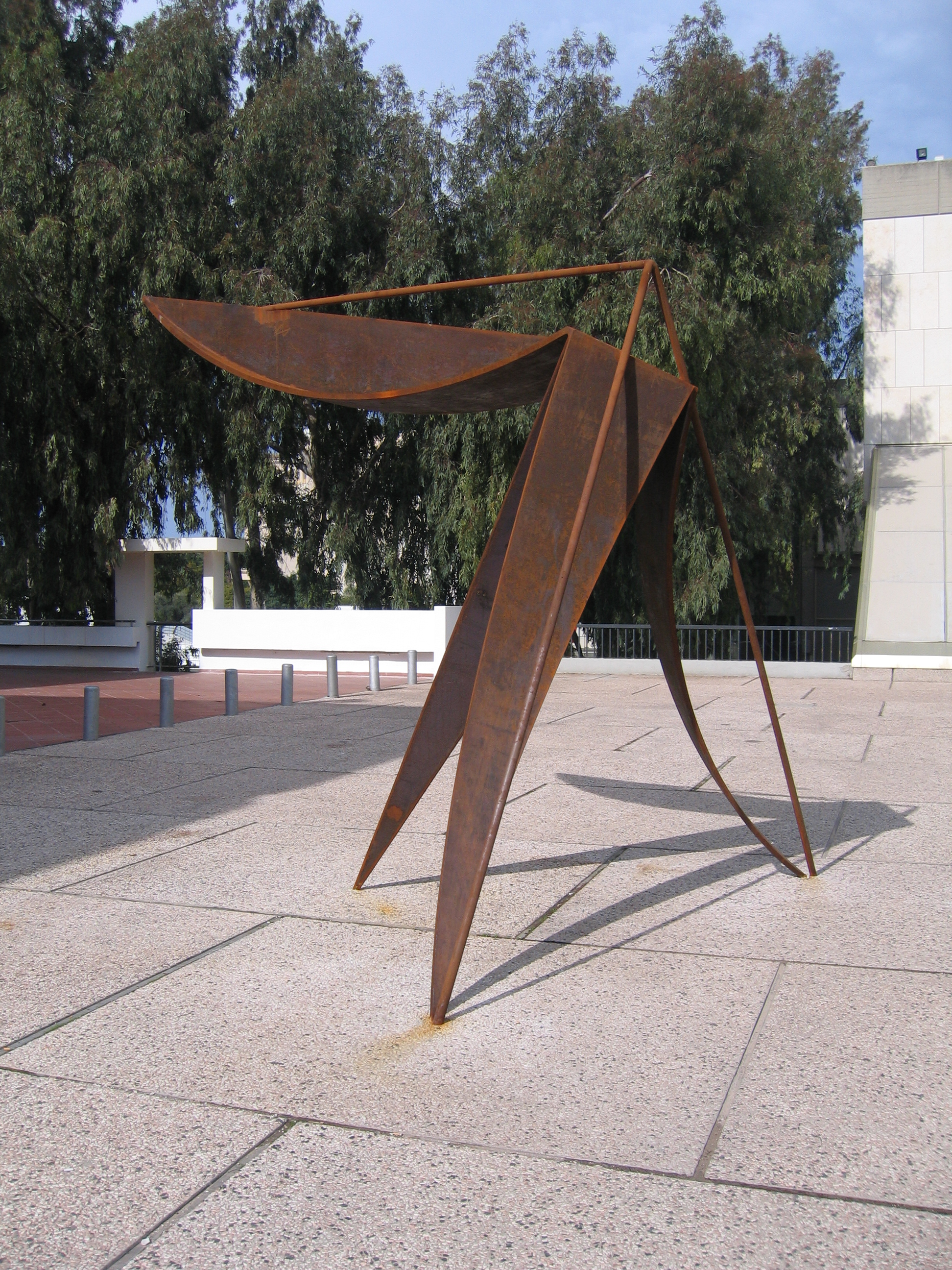
Баки Шварц. «Комар»
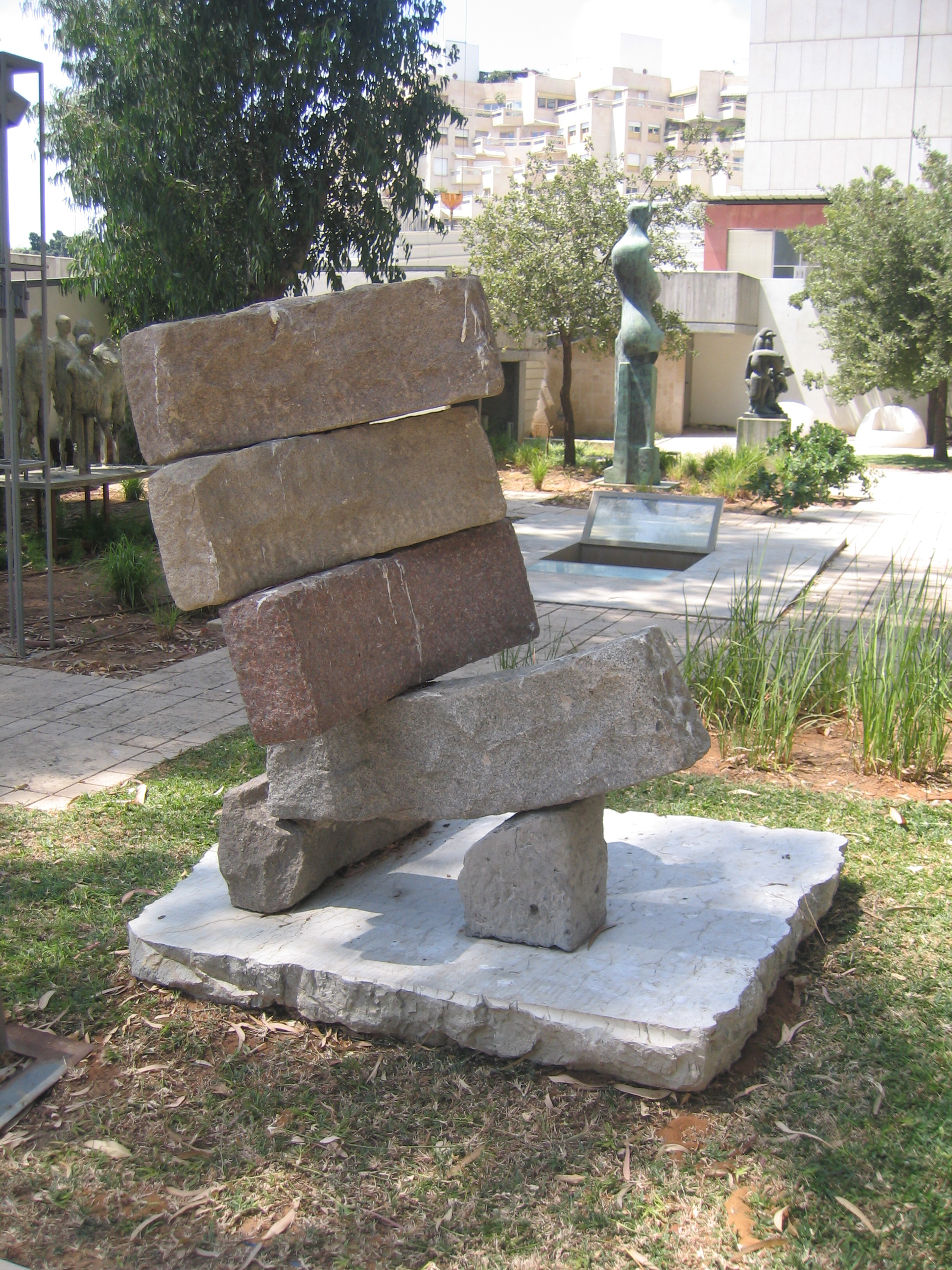
Менаше Кадишман. «Скульптура». Сад скульптуры им. Лолы Беер Эбнер
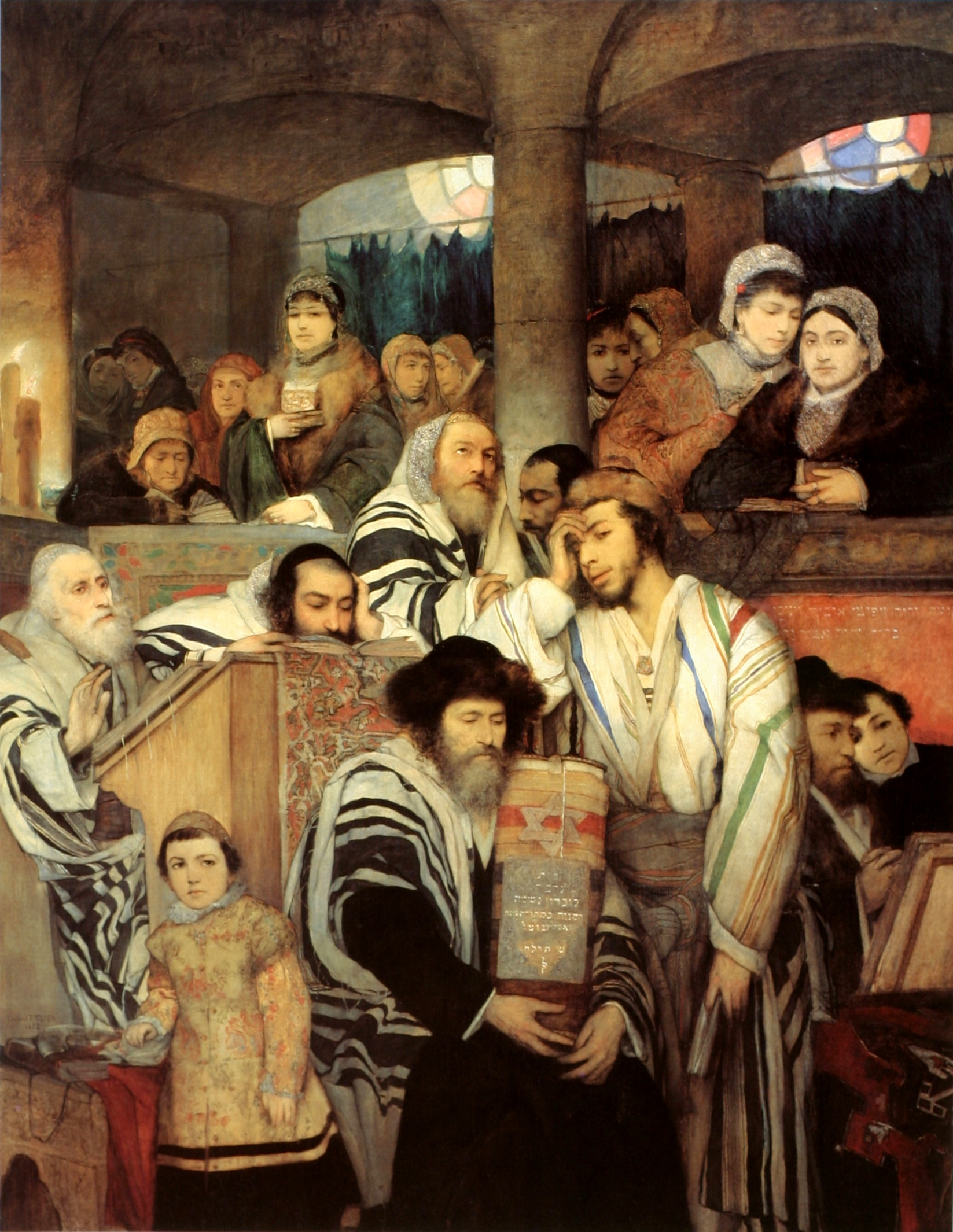
Маурики Готлиб. «Молитва в синагоге на Йом Кипур»
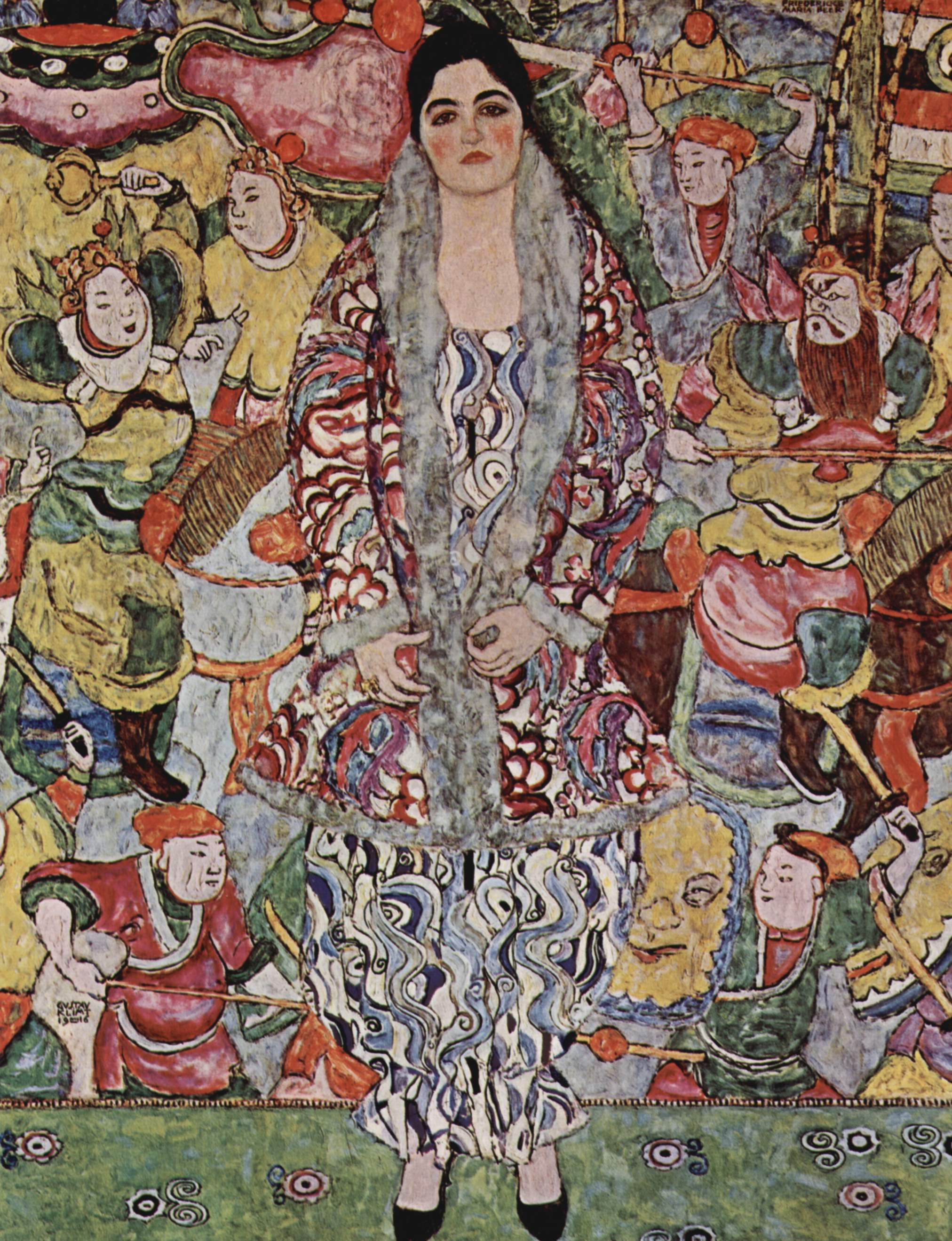
Густав Климт. «Портрет Марии Беер»
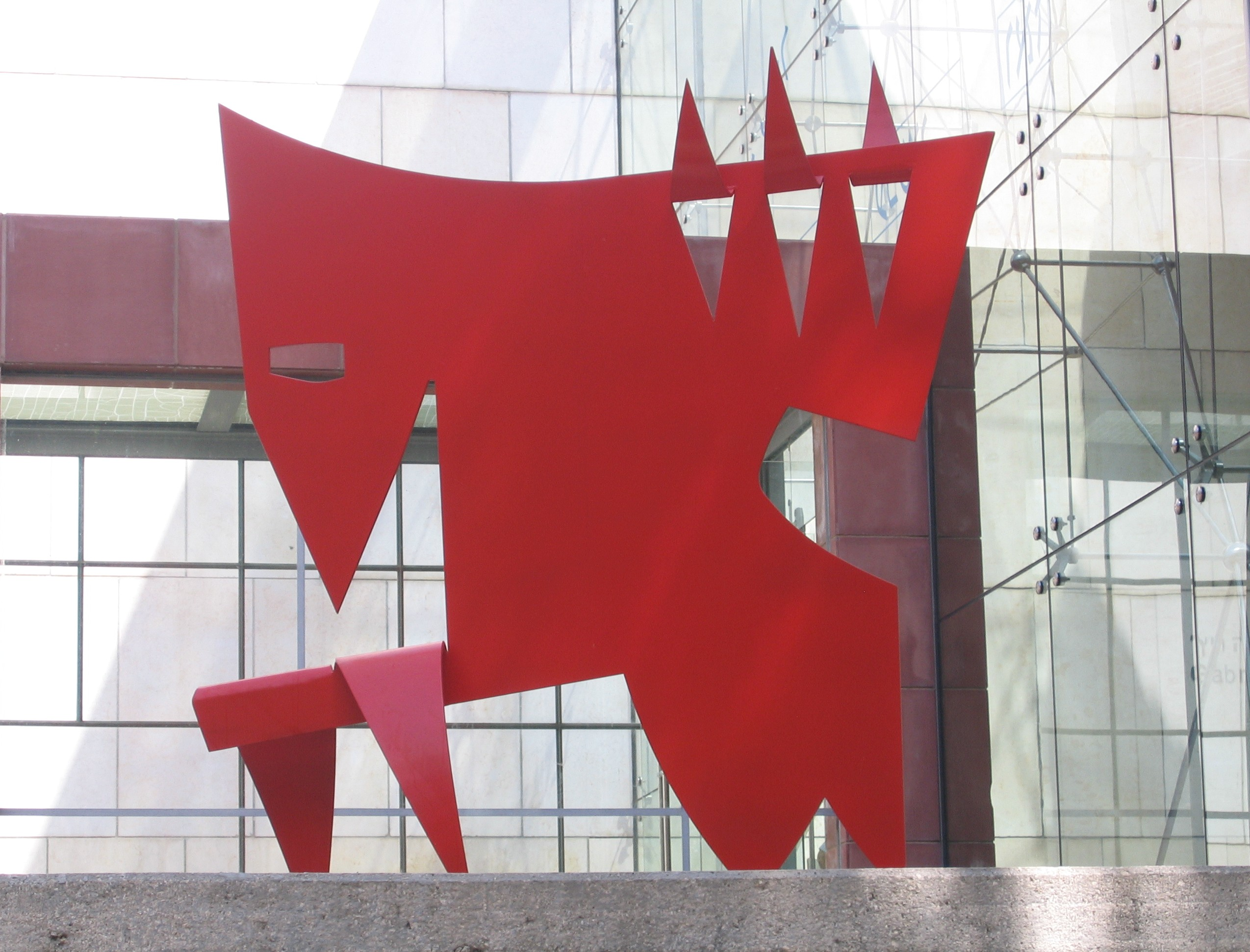
Дов Фейгин. «Живой»
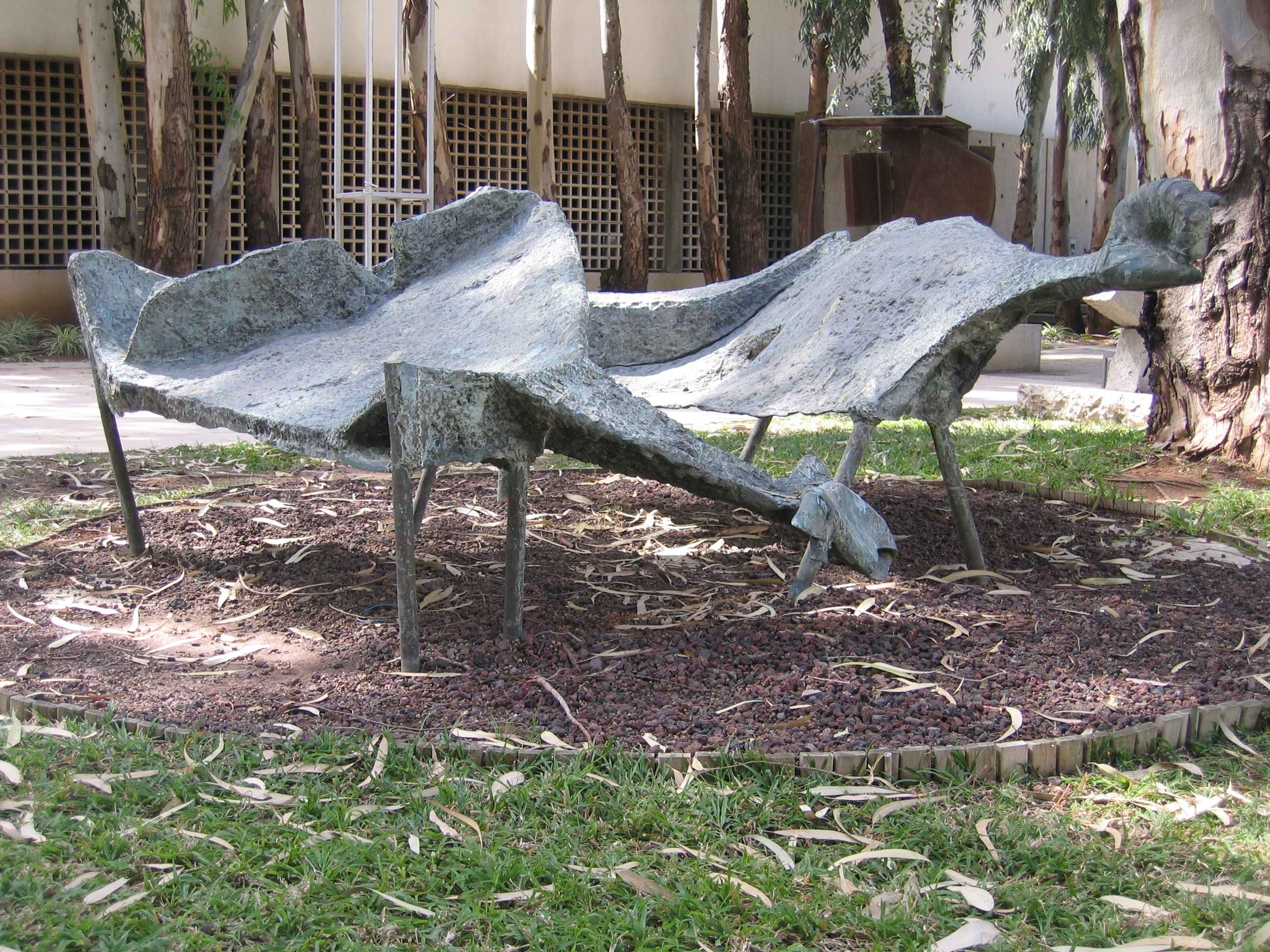
Ицхак Данцигер. «Негевские овцы»